# Bathampton
Bathampton est un village et une paroisse civile situé à 3 km à l'est de Bath, dans le comté du Somerset. En 2011, sa population était de 1 603 habitants.

## Source de la traduction
- (en) Cet article est partiellement ou en totalité issu de l’article de Wikipédia en anglais intitulé « Bathampton » (voir la liste des auteurs).